# Emil Zeman
Emil Zeman (* 2. prosince 1946, Československo) je bývalý český politik, v letech 1995 až 1999 předseda Strany zelených.
Předsedou Strany zelených se stal v říjnu 1995, tuto pozici zastával do března 1999. Posléze čelil podezření, že Stranu zelených připravil o peníze na volební kampaň. V roce 2003 tak byl ze Strany zelených vyloučen. V roce 2009 zveřejnila MF Dnes článek, podle něhož figuroval i v aféře kolem nabízení zprostředkování prezidentské milosti.